# The Elements
The Elements of The Element Song is een humoristisch lied dat in 1959 werd geschreven door Tom Lehrer. In het lied worden alle 102 toenmalig bekende elementen uit het periodiek systeem opgesomd (thans zijn er 118), tot en met nobelium, maar in willekeurige volgorde. Het werd uitgebracht op drie albums: Tom Lehrer in concert, More Songs by Tom Lehrer en An Evening Wasted with Tom Lehrer. Lehrer gebruikte de melodie van de aria I am the very model of a modern major-general uit de komische opera The Pirates of Penzance van William Gilbert en Arthur Sullivan.

## Tekst
There's antimony, arsenic, aluminum, selenium

And hydrogen and oxygen and nitrogen and rhenium

And nickel, neodymium, neptunium, germanium

And iron, americium, ruthenium, uranium

Europium, zirconium, lutetium, vanadium

And lanthanum and osmium and astatine and radium

And gold and protactinium and indium and gallium

And iodine and thorium and thulium and thallium.
There's yttrium, ytterbium, actinium, rubidium

And boron, gadolinium, niobium, iridium

And strontium and silicon and silver and samarium

And bismuth, bromine, lithium, beryllium, and barium.
There's holmium and helium and hafnium and erbium

And phosphorus and francium and fluorine and terbium

And manganese and mercury, molybdenum, magnesium

Dysprosium and scandium and cerium and cesium

And lead, praseodymium, and platinum, plutonium

Palladium, promethium, potassium, polonium

And tantalum, technetium, titanium, tellurium

And cadmium and calcium and chromium and curium.
There's sulfur, californium, and fermium, berkelium

And also mendelevium, einsteinium, nobelium

And argon, krypton, neon, radon, xenon, zinc, and rhodium

And chlorine, carbon, cobalt, copper, tungsten, tin, and sodium.
These are the only ones of which

The news has come to Ha'vard

And there may be many others

But they haven't been discovered.

## Tekst (Nederlands)
In de jaren 80 werd een Nederlandstalige versie gemaakt door de Nederlandse stemkunstenaar Robert Paul, het Elementenlied. Deze versie bevat echter niet alle elementen die Lehrer in zijn lied opsomt, houdt ook niet zijn volgorde aan, en de elementen ruthenium en rodium (toen nog gespeld als rhodium) worden twee keer genoemd.
Er is... aluminium, arseen, antimoon en beryllium, 

Berkelium, bismut, broom en boor, mendelevium, 

Cadmium en chroom, palladium en calcium, 

Dysprosium en chloor, californium en cerium 

En fosfor, zuurstof, zink, neon, kwik, jood en francium

Germanium en gallium, goud en gadolinium

Helium en holmium, polonium en hafnium

Indium en koolstof, krypton, nikkel en plutonium.
Er is... rhodium en koper, kobalt en argon en kalium 

en lithium, mangaan, neptunium, en cesium

Nobelium en natrium en radon en magnesium

Promethium, niobium, indium, ruthenium.
Er is... rubidium en rhenium, scandium, silicium,

Seleen en zilver, lood en strontium, iridium,

Titaan, astaat, telluur en rhodium en thorium

Platina, samarium, tantaal, praseodymium,

Zwavel, stikstof, ijzer, neon, xenon en ytterbium,

Vanadium, wolfraam en actinium en osmium

Zirkonium, lutethium, waterstof, ruthenium.